# Convention de Bloemfontein
La convention de Bloemfontein (parfois appelée convention de la rivière Orange) est une convention par laquelle le gouvernement britannique reconnaît formellement l'indépendance des Boers dans la région comprise entre le fleuve Orange et la rivière Vaal, territoire qui était celui de la Souveraineté de la rivière Orange. Il en résulte l'institution de la république boer de l'État libre d'Orange.

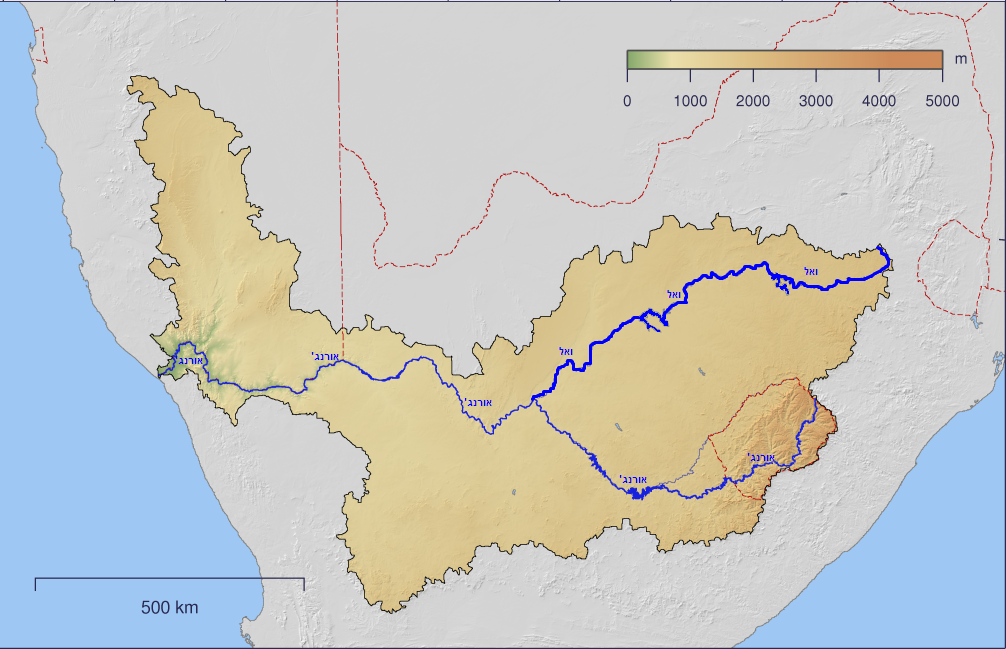
À droite de la carte, le territoire de forme triangulaire compris entre le Vaal (au nord) et l'Orange (au sud).

## Contexte

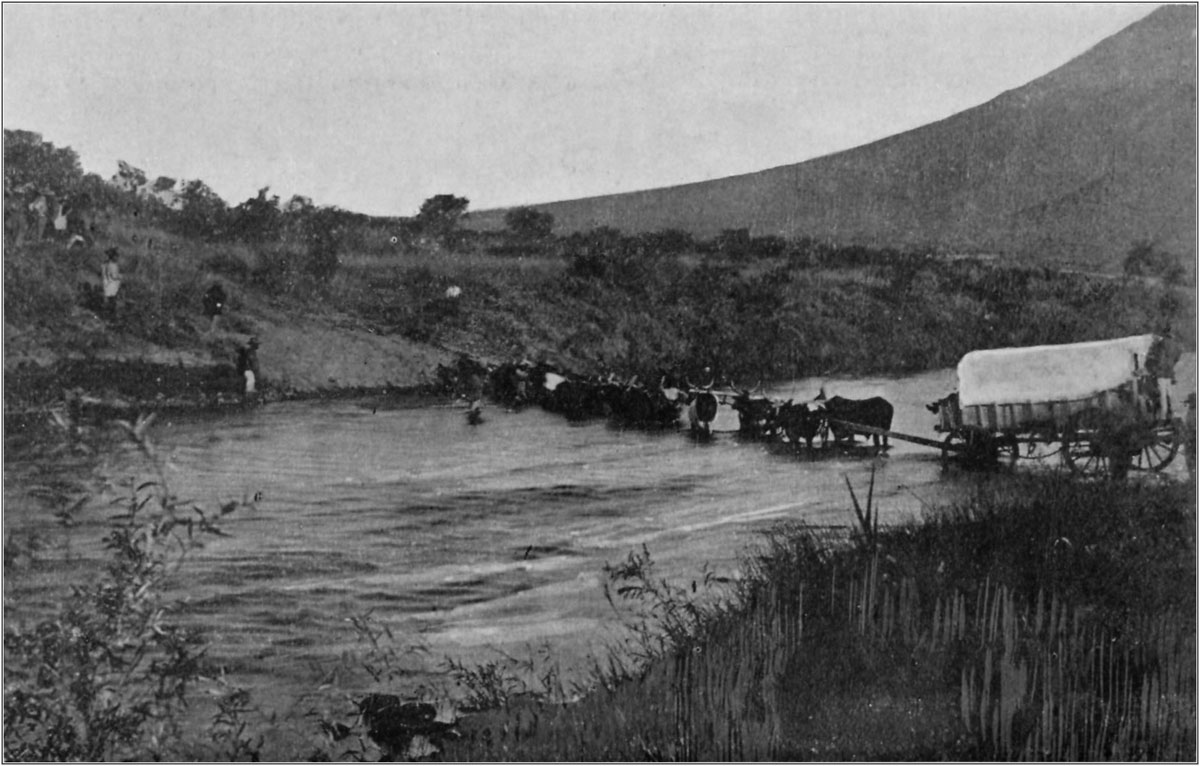
Traversée de l'Orange, vers 1900.

Au XIXe siècle, à l'occasion du Grand Trek commencé dans les années 1830, les Boers quittent la colonie du Cap, cherchant à s'émanciper de la tutelle britannique. Leurs intérêts coloniaux font cependant que les Britanniques, en 1843, reprennent l'éphémère république de Natalia fondée par les Boers et créent la colonie du Natal. 
Après qu'ils se sont installés au-delà de l'Orange, dans un territoire qu'ils appellent « Transorange », les relations entre les Boers et les communautés établies entre le fleuve Orange et la rivière Caledon deviennent extrêmement tendues, notamment avec les Basotho. Harry Smith, à ce moment gouverneur de la colonie du Cap, décide d'annexer la zone et d'établir clairement la frontière, jusque-là « mouvante », de la colonie. Le territoire compris entre le Vaal et l'Orange est officiellement annexé par les Britanniques, sous le nom de Souveraineté de la rivière Orange, le 3 février 1848. Dans ce processus, les Basotho perdent une grande quantité de terres, malgré le traité de 1843 qui leur accordait la zone située entre l'Orange et le Celadon ; quant aux Boers, ils sont furieux. Dirigés par Andries Pretorius, ils chassent le major Henry Douglas Warden de Bloemfontein en juin 1848. En août 1848, Harry Smith arrive sur place avec son armée et affronte les Boers à la bataille de Boomplaats. Les Britanniques sont victorieux et tracent une ligne de frontière, appelée « ligne Warden », qui s'étend de la confluence entre la Cornetspruit (aujourd'hui rivière Makhaleng) et l'Orange jusqu'à Jammerbergdrift, au bord de la rivière Caledon, en passant par Vegkop (ou Vechtkop). Cela conduit à un conflit avec les Basotho, à l'occasion duquel les armées du roi Moshoeshoe Ier défont les Britanniques à la bataille de Viervoet en 1851 puis à celle de Berea en 1852,. 
Le gouvernement britannique revient sur sa décision d'annexion, alléguant qu'il est trop cher et trop difficile de se maintenir en cet endroit. En effet, les Boers, qui veulent l'indépendance, menacent de s'allier aux Basotho de Moshoeshoe dans une guerre anti-britannique. Les Boers sont priés d'envoyer une délégation à une rencontre avec le commissaire George Clerk, en août 1853, afin d'envisager les conditions de l'autonomie politique dans la Souveraineté de la rivière Orange. N'obtenant pas satisfaction, les Boers envoient deux membres de leur délégation d'origine en Angleterre afin de convaincre le gouvernement britannique de revenir sur sa décision.

## Convention
Le 30 janvier 1854, une proclamation royale signe le renoncement britannique à toute autorité sur la Souveraineté de la rivière Orange. Le 23 février 1854, la convention de Bloemfontein reconnaît l'indépendance de la région, qui devient l'Orange Free State (« État libre d'Orange »). Le traité ne mentionne pas les Basotho, non plus que les Griquas dirigés par Adam Kok III, les uns comme les autres pourtant signataires de traités antérieurs qui sont largement remis en cause par celui de Bloemfontein. 
Le traité est signé dans un bâtiment, connu aujourd'hui sous le nom de First Raadsaal par George Clerk, au nom du gouvernement britannique et par vingt-cinq représentants Boers. Plus tard, les deux premiers présidents de l'État Libre d'Orange prêteront serment dans ce bâtiment qui deviendra un important symbole durant l'ère de l'apartheid,.
La convention prévoit d'autoriser l'accès aux armes à feu pour les Boers, ce qui est interdit aux Africains,.

## Conséquences
Pendant cinquante ans après cela, les Boers ont le droit de se gouverner indépendamment de la Grande-Bretagne ; cela contrarie aussi, durant la même période, les ambitions expansionnistes de la colonie du Cap.
Ce traité, conjointement avec celui de la Sand River, signé deux ans auparavant en 1852 et qui avait conduit à la création de la république du Transvaal, marque un tournant dans l'histoire de l'Afrique du Sud. Le traité de la Sand River entérinait un état de fait, et la convention de Bloemfontein, plus ou moins semblable dans l'esprit, nie tous les accords antérieurs pourtant dûment signés, laissant les Boers face aux Africains, inaugurant une longue période de conflits territoriaux,. L'orientation politique du moment, du côté des Britanniques, est de préserver la colonie du Cap et d'éviter les frais supplémentaires, logistiques et militaires, qu'aurait engendrés leur maintien dans les régions concédées aux Boers. Ces deux traités établissent la situation politique qui conduit, un peu plus tard, aux guerres anglo-boers, guerres entre Blancs sur la terre africaine.
Par ailleurs, les Britanniques, par leur retrait et la remise en cause subséquente du traité avec Adam Kok, laissent le champ libre à l'accaparement des terres des Griquas par les Boers ; ces terres étaient auparavant louées par les Griquas aux Boers, mais le traité entérine une souveraineté boer sur ces mêmes terres. En outre, les Britanniques et les Boers s'entendent secrètement au détriment des Griquas,. Cela conduit à l'exode de ces derniers, qui abandonnant la zone, créent le Griqualand Est au début des années 1870.